# 2016년 9월
| 2016년: 1월 · 2월 · 3월 · 4월 · 5월 · 6월 · 7월 · 8월 · 9월 · 10월 · 11월 · 12월 |

| \| 2016년 9월 1일 (목요일) \| \| 편집 \| |  |      |
|                                          |  |      |
| 2016년 9월 1일 (목요일)                  |  | 편집 |

| 2016년 9월 1일 (목요일) |  | 편집 |

| \| 2016년 9월 2일 (금요일) \| \| 편집 \| |  |      |
| 부고 - 우즈베키스탄의 대통령인 이슬람 카리모프가 뇌출혈로 사망하였다. 사건 사고 - 필리핀 다바오에서 폭탄 테러가 발생하여 15명이 사망하였다. |  |      |
| 2016년 9월 2일 (금요일) |  | 편집 |

| 2016년 9월 2일 (금요일) |  | 편집 |

| \| 2016년 9월 3일 (토요일) \| \| 편집 \| |  |      |
|                                          |  |      |
| 2016년 9월 3일 (토요일)                  |  | 편집 |

| 2016년 9월 3일 (토요일) |  | 편집 |

| \| 2016년 9월 4일 (일요일) \| \| 편집 \|                         |  |      |
| 종교 - 테레사 수녀가 교황 프란치스코에 의해 성인으로 추대되었다. |  |      |
| 2016년 9월 4일 (일요일)                                          |  | 편집 |

| 2016년 9월 4일 (일요일) |  | 편집 |

| \| 2016년 9월 5일 (월요일) \| \| 편집 \| |  |      |
|                                          |  |      |
| 2016년 9월 5일 (월요일)                  |  | 편집 |

| 2016년 9월 5일 (월요일) |  | 편집 |

| \| 2016년 9월 6일 (화요일) \| \| 편집 \| |  |      |
|                                          |  |      |
| 2016년 9월 6일 (화요일)                  |  | 편집 |

| 2016년 9월 6일 (화요일) |  | 편집 |

| \| 2016년 9월 7일 (수요일) \| \| 편집 \|                              |  |      |
| 스포츠 - 브라질 리우데자네이루에서 2016년 하계 패럴림픽이 개막하였다. |  |      |
| 2016년 9월 7일 (수요일)                                               |  | 편집 |

| 2016년 9월 7일 (수요일) |  | 편집 |

| \| 2016년 9월 8일 (목요일) \| \| 편집 \|               |  |      |
| 부고 - 대한민국의 야구해설가 하일성이 자살로 사망했다. |  |      |
| 2016년 9월 8일 (목요일)                                |  | 편집 |

| 2016년 9월 8일 (목요일) |  | 편집 |

| \| 2016년 9월 9일 (금요일) \| \| 편집 \|                  |  |      |
| 군사 - 조선민주주의인민공화국이 5차 핵 실험을 감행하였다. |  |      |
| 2016년 9월 9일 (금요일)                                   |  | 편집 |

| 2016년 9월 9일 (금요일) |  | 편집 |

| \| 2016년 9월 10일 (토요일) \| \| 편집 \|                                                                               |  |      |
| 스포츠 - 2016 US 오픈 여자 단식 종목에서 독일의 안젤리크 케르버 선수가 체코의 카롤리나 플리스코바 선수를 꺾고 우승했다. |  |      |
| 2016년 9월 10일 (토요일)                                                                                                |  | 편집 |

| 2016년 9월 10일 (토요일) |  | 편집 |

| \| 2016년 9월 11일 (일요일) \| \| 편집 \|                                                                                   |  |      |
| 스포츠 - 2016 US 오픈 남자 단식 종목에서 스위스의 스타니슬라스 바브링카 선수가 지난해 우승자 노박 조코비치를 꺾고 우승했다. |  |      |
| 2016년 9월 11일 (일요일) |  | 편집 |

| 2016년 9월 11일 (일요일) |  | 편집 |

| \| 2016년 9월 12일 (월요일) \| \| 편집 \|                                   |  |      |
| 사건·사고 - 대한민국 경상북도의 경주시 일대에서 규모 5.8의 지진이 발생했다. |  |      |
| 2016년 9월 12일 (월요일)                                                    |  | 편집 |

| 2016년 9월 12일 (월요일) |  | 편집 |

| \| 2016년 9월 13일 (화요일) \| \| 편집 \| |  |      |
|                                           |  |      |
| 2016년 9월 13일 (화요일)                  |  | 편집 |

| 2016년 9월 13일 (화요일) |  | 편집 |

| \| 2016년 9월 14일 (수요일) \| \| 편집 \| |  |      |
| 스포츠 - 2016년 하계 패럴림픽 역도 +107kg 종목에 출전한 이란의 라만 사만드(Siamand Rahman) 선수가 최종기록 310kg의 세계신기록을 수립하며 우승했다. |  |      |
| 2016년 9월 14일 (수요일) |  | 편집 |

| 2016년 9월 14일 (수요일) |  | 편집 |

| \| 2016년 9월 15일 (목요일) \| \| 편집 \|                                                     |  |      |
| 과학 - 중화인민공화국이 실험용 우주정거장 톈궁 2호를 주취안 위성발사센터에서 발사 성공하였다. |  |      |
| 2016년 9월 15일 (목요일)                                                                      |  | 편집 |

| 2016년 9월 15일 (목요일) |  | 편집 |

| \| 2016년 9월 16일 (금요일) \| \| 편집 \| |  |      |
|                                           |  |      |
| 2016년 9월 16일 (금요일)                  |  | 편집 |

| 2016년 9월 16일 (금요일) |  | 편집 |

| \| 2016년 9월 17일 (토요일) \| \| 편집 \| |  |      |
|                                           |  |      |
| 2016년 9월 17일 (토요일)                  |  | 편집 |

| 2016년 9월 17일 (토요일) |  | 편집 |

| \| 2016년 9월 18일 (일요일) \| \| 편집 \|                             |  |      |
| 스포츠 - 브라질 리우데자네이루에서 2016년 하계 패럴림픽이 폐막하였다. |  |      |
| 2016년 9월 18일 (일요일)                                              |  | 편집 |

| 2016년 9월 18일 (일요일) |  | 편집 |

| \| 2016년 9월 19일 (월요일) \| \| 편집 \| |  |      |
|                                           |  |      |
| 2016년 9월 19일 (월요일)                  |  | 편집 |

| 2016년 9월 19일 (월요일) |  | 편집 |

| \| 2016년 9월 20일 (화요일) \| \| 편집 \| |  |      |
|                                           |  |      |
| 2016년 9월 20일 (화요일)                  |  | 편집 |

| 2016년 9월 20일 (화요일) |  | 편집 |

| \| 2016년 9월 21일 (수요일) \| \| 편집 \| |  |      |
|                                           |  |      |
| 2016년 9월 21일 (수요일)                  |  | 편집 |

| 2016년 9월 21일 (수요일) |  | 편집 |

| \| 2016년 9월 22일 (목요일) \| \| 편집 \| |  |      |
|                                           |  |      |
| 2016년 9월 22일 (목요일)                  |  | 편집 |

| 2016년 9월 22일 (목요일) |  | 편집 |

| \| 2016년 9월 23일 (금요일) \| \| 편집 \|                                   |  |      |
| 사회 - 대한민국 금융노조가 성과연봉제에 반대하며 23일 하루 총파업을 벌였다. |  |      |
| 2016년 9월 23일 (금요일)                                                    |  | 편집 |

| 2016년 9월 23일 (금요일) |  | 편집 |

| \| 2016년 9월 24일 (토요일) \| \| 편집 \| |  |      |
| 정치 - 대한민국 국회가 김재수 농림축산식품부 장관에 대한 해임건의안을 가결하다. 사회 - 대한민국의 철도 노선인 경강선 판교역~여주역 구간이 개통하였다. |  |      |
| 2016년 9월 24일 (토요일) |  | 편집 |

| 2016년 9월 24일 (토요일) |  | 편집 |

| \| 2016년 9월 25일 (일요일) \| \| 편집 \|                                                                               |  |      |
| 사회 - 1차 민중총궐기 시위에 참가하던 중 경찰 살수에 맞아 의식불명상태로 서울대학교병원에서 투병하던 백남기가 사망했다. |  |      |
| 2016년 9월 25일 (일요일)                                                                                                |  | 편집 |

| 2016년 9월 25일 (일요일) |  | 편집 |

| \| 2016년 9월 26일 (월요일) \| \| 편집 \|                             |  |      |
| 사회 - 대한민국 철도 노선인 경춘선 청량리역~상봉역 구간이 개통하였다. |  |      |
| 2016년 9월 26일 (월요일)                                              |  | 편집 |

| 2016년 9월 26일 (월요일) |  | 편집 |

| \| 2016년 9월 27일 (화요일) \| \| 편집 \|                                                                     |  |      |
| 사회 - 한국철도공사, 서울메트로, 서울도시철도공사, 부산교통공사 노조가 성과연봉제에 반대하며 파업에 돌입했다. |  |      |
| 2016년 9월 27일 (화요일)                                                                                      |  | 편집 |

| 2016년 9월 27일 (화요일) |  | 편집 |

| \| 2016년 9월 28일 (수요일) \| \| 편집 \| |  |      |
|                                           |  |      |
| 2016년 9월 28일 (수요일)                  |  | 편집 |

| 2016년 9월 28일 (수요일) |  | 편집 |

| \| 2016년 9월 29일 (목요일) \| \| 편집 \|                                                                                      |  |      |
| 사회 - 서울메트로, 서울도시철도공사 노조가 성과연봉제를 노사합의로 결정하기로 하고 오후 6시를 기해 파업을 종료하기로 결정했다. |  |      |
| 2016년 9월 29일 (목요일) |  | 편집 |

| 2016년 9월 29일 (목요일) |  | 편집 |

| \| 2016년 9월 30일 (금요일) \| \| 편집 \|                                         |  |      |
| 군사 - 대한민국의 사드 배치 지역이 성주군 초전면 롯데스카이힐골프장으로 변경됐다. |  |      |
| 2016년 9월 30일 (금요일)                                                          |  | 편집 |

| 2016년 9월 30일 (금요일) |  | 편집 |

| <       | 2016년 9월 | 2016년 9월 | 2016년 9월 | 2016년 9월 | 2016년 9월 | >       |
| 일      | 월         | 화         | 수         | 목         | 금         | 토      |
|         |            |            |            | 1 8.1 병술 | 2 정해     | 3 무자  |
| 4 기축  | 5 경인     | 6 신묘     | 7 임진     | 8 계사     | 9 갑오     | 10 을미 |
| 11 병신 | 12 정유    | 13 무술    | 14 기해    | 15 경자    | 16 신축    | 17 임인 |
| 18 계묘 | 19 갑진    | 20 을사    | 21 병오    | 22 정미    | 23 무신    | 24 기유 |
| 25 경술 | 26 신해    | 27 임자    | 28 계축    | 29 갑인    | 30 을묘    |         |

| - 9월 2일 - 이슬람 카리모프 - 9월 25일 - 백남기 - 9월 26일 - 이광종 편집하기 |